# Titularbistum Myrica
Myrica (ital.: Mirica) ist ein Titularbistum der römisch-katholischen Kirche.
Es geht zurück auf ein ehemaliges Bistum in der gleichnamigen antiken Stadt in der römischen Provinz Galatia in der Zentraltürkei. Es gehörte der Kirchenprovinz Pessinus an.
| Titularbischöfe von Myrica |                         |                                         |                   |                    |
| Nr.                        | Name                    | Amt                                     | von               | bis                |
| 1                          | Paul Bergan Misner CM   | Apostolischer Vikar von Yükiang (China) | 10. Dezember 1934 | 3. November 1938   |
| 2                          | Carlos Silva Cotapos    | emeritierter Bischof von Talca (Chile)  | 21. Januar 1939   | 29. September 1941 |
| 3                          | Maximiliano Spiller CSI | Apostolischer Vikar von Napo (China)    | 12. November 1941 | 27. Juli 1991      |